# 内森·莱文森
内森·莱文森（英語： 1888年7月15日—1952年10月18日）为一位美国音讯工程师。他曾因胜利之歌赢得了奥斯卡最佳音响效果奖， 并在此奖项上被提名16次以上。他也曾七次被提名奥斯卡最佳视觉效果奖。
莱文森因为胜利之歌赢得的奥斯卡奖杯在2011年7月的达拉斯拍卖会上以近9万美元的价格成交。

## 精选影视作品
莱文森获得过奥斯卡奖，并在最佳音效奖中获得16项提名。他还曾获得7次最佳视觉特效提名。
获奖：
- 胜利之歌（1942）[1]

最佳音效提名：
- 亡命者（1932）[3]
- 四十二街（英语：42nd Street (film)）（1933）[3]
- 1933年淘金者（英语：Gold Diggers of 1933）（1933）[3]
- 漫步调情（英语：Flirtation Walk）（1934）[4]
- 喋血船长（英语：Captain Blood (1935 film)）（1935）[5]
- 英烈传（英语：The Charge of the Light Brigade (1936 film)）（1936）[6]
- 左拉传 (1937)[7]
- 春闺四凤（英语：Four Daughters）（1938）[8]
- 江山美人（英语：The Private Lives of Elizabeth and Essex） (1939)[9]
- 海鹰（英语：The Sea Hawk (1940 film)）（1940）[10]
- 约克军曹（英语：Sergeant York (film)）（1941）[11]
- 从军乐（英语：This Is the Army）（1943）[12]
- 好莱坞餐厅（英语：Hollywood Canteen (film)）（1944）[13]
- 蓝色狂想曲（英语：Rhapsody in Blue (film)）（1945）[14]
- 心声泪影（英语：Johnny Belinda (1948 film)）（1948）[15]
- 欲望号街车（1951）[16]

最佳视觉效果提名：
- 江山美人（英语：The Private Lives of Elizabeth and Essex） (1939)[9]
- 海鹰（英语：The Sea Hawk (1940 film)）（1940）[10]
- 海狼突击队（英语：The Sea Wolf (1941 film)）（1941）[11]
- 血路（英语：Desperate Journey）（1942）[1]
- 空中堡垒（英语：Air Force (film)）（1943）[12]
- 马克·吐温历险记（英语：The Adventures of Mark Twain (1944 film)）（1944）[13]
- 偷生（英语：A Stolen Life (1946 film)）（1946）